# Club sportif et culturel de Cayenne
Maillots
Le Club Sportif et Culturel de Cayenne (CSC de Cayenne) est un club de football de Guyane basé à Cayenne. Le club évolue en Régional 1 Guyane.

## Palmarès
| Championnat national                                                                                              | Coupes nationales |
| - Championnat de Guyane( 7 fois) : - Champion : 1977, 1978, 1979, 1991, 1992, 1996, 2015. - Vice-champion : 2009. | - Coupe de Guyane ( 8 fois) : - Vainqueur : 1974 ; 1975 ; 1978 ; 1982 ; 1993 ; 1994 ; 1997 ; 2008 ; - Finaliste : 2004 - Coupe de France Régionale ( 10 fois) : - Vainqueur : 1977 ; 1978 ; 1979 ; 1991 ; 2000 ; 2006 ; 2007 ; 2008 ; 2009 ; 2021 |